# Gran arlequín y pequeña botella de ron
Gran arlequín y pequeña botella de ron es un cuadro pintado por Salvador Dalí en 1925. Sus dimensiones son 198 x 149 cm y está pintado a partir de óleo sobre lienzo. Se encuentra en el Museo Nacional Centro de Arte Reina Sofía.